# DaBaby
Jonathan Lyndale Kirk (21 december 1991), beter bekend als DaBaby (voorheen bekend als Baby Jesus), is een Amerikaanse rapper en songwriter uit Charlotte (North Carolina). Hij is vooral bekend om zijn single "Suge", de eerste single van zijn debuutstudioalbum Baby on Baby (2019). "Suge" werd een commercieel succes en piekte op nummer 7 in de Billboard Hot 100.
De single Baby on Baby piekte op nummer 7 in de Billboard 200. Hij bracht zijn tweede studioalbum, Kirk, maanden later uit. Dit album kwam binnen op nummer 1 in de Billboard 200 en werd zijn eerste album dat bovenaan de lijst stond.

## Jeugd
Jonathan Lyndale Kirk werd geboren op 21 december 1991, in Cleveland (Ohio). Hij verhuisde in 1999 naar Charlotte (North Carolina), waar hij het merendeel van zijn vroege jaren zou doorbrengen. Hij studeerde af aan de Vance High School in 2010.

## Carrière
In 2015 begon DaBaby, destijds bekend als Baby Jesus, zijn muziekcarrière met het uitbrengen van Nonfiction, zijn debuut mixtape. Hij volgde dit later op met zijn God's Work mixtape-serie, Baby Talk- mixtape-serie, Billion Dollar Baby en Back on My Baby Jesus Sh*t .
Op 1 maart 2019 werd Kirks debuutstudioalbum Baby on Baby uitgebracht via Interscope Records. Hij heeft een gezamenlijk contract dit label en South Coast Music Group. De dertien tracks bevatten gastoptredens van Offset, Rich Homie Quan, Rich the Kid en Stunna 4 Vegas. Baby on Baby debuteerde op plaats 25 op de Billboard 200. Kirks nummer "Suge", debuteerde in de Billboard Hot 100 op plaats 87 op de chart van 13 april 2019, en bereikte later de top 10, in de lijst van 8 juni 2019.
In augustus 2019 kondigde hij aan dat zijn tweede album de titel Kirk zou dragen, een eerbetoon aan zijn achternaam. Het werd uitgebracht op 27 september en debuteerde boven in de Amerikaanse Billboard 200. Het bevatte gastoptredens van onder anderen Kevin Gates, Gucci Mane, Nicki Minaj en de Migos.
Op 17 april 2020 bracht hij zijn tweede studioalbum Blame It on Baby uit met features van onder ander Roddy Ricch, Future, Megan Thee Stallion, Quavo, A Boogie wit da Hoodie en YoungBoy Never Broke Again.

## Discografie
- Baby on Baby (2019)[13]
- Kirk (2019)[7]
- Blame It on Baby (2020)

### NPO Radio 2 Top 2000
| Nummer met noteringen in de NPO Radio 2 Top 2000 | '21  | '22  |
| ------------------------------------------------ | ---- | ---- |
| Levitating (met Dua Lipa)                        | 1539 | 1902 |

1. ↑  Een vetgedrukt getal geeft de hoogste notering aan.
2. ↑  2021 was het eerste jaar met een notering voor dit nummer.
3. ↑  Deze tabel is bijgewerkt tot en met de laatste editie (2024).

## Tours
- Baby on Baby Tour (2019)[14]
- Kirk Tour (2019)[15]